# Buddhagósza
Bhadantácsarija Buddhagósa (szingaléz: බුද්ධඝෝෂ හිමි, thai: พระพุทธโฆษาจารย์, kínai: 覺音/佛音) vagy Buddhagósza 5. századi indiai théraváda buddhista tudós és író. Legismertebb műve a Viszuddhimagga (A megtisztulás ösvénye), amely Buddha megszabaduláshoz vezető ösvényének théraváda értelmezését foglalja össze és elemzi. Buddhagósza értelmezése a théraváda ortodox értelmezésévé vált a 12. század után. A théraváda irányzatban tett munkásságát elismerik mind a nyugati tudósok, mind a théraváda iskola.

## Élete
Buddhagósza életével kapcsolatban igen kevés megbízható információ áll rendelkezésre. Az elsődleges források a műveihez kapcsolt rövid prológusok és epilógusok, a szingaléz Mahávamsza krónikákban található, róla szóló történet, illetve a későbbi életrajzi művek (a Buddhagószuppatti). Más művek is említik Buddhagósza életét, de úgy tűnik, hogy semmilyen megbízható tényt nem közölnek.
Nevének jelentése: "Tisztelendő Tanár" (Bhadanta+ácsarija) és "Buddha hangja" (Buddha+gósza) páli nyelven.
A Buddhagószának tulajdonított művekhez kapcsolt életrajzi szemelvények kevés részletet közölnek az életéről, ezek viszont feltételezhetően tényleg a művek keletkezésekor kerültek bele. Ezek a javarészt hasonló stílusú szemelvények leírják, hogy Buddhagósza Indiából érkezett Srí Lankába és Anuradhapura városban telepedett le. Ezen felül szerepelnek benne Buddhagósza tanítóinak, támogatóinak és társainak nevei, amelyeket általában azonban semmilyen más forrás nem igazol vissza.
A Mahávamsza alapján Buddhagósza egy brahmin családban született, a Magadhi Királyságban (az ősi Nepál), Bodh-Gaja közelében. A Védák mesterévé vált és India szerte filozófiai vitákat folytatott. Egy alkalommal maradt csak alul a vitákban, amikor egy Revata nevű buddhista szerzetessel került össze. Először a védikus tanok jelentésével kapcsolatban, majd az Abhidharma egyik tanításával kapcsolatban kavarodott össze. Annyira lenyűgözte Buddhagószát a buddhista szerzetes, hogy a Tipitaka (a páli kánon három hatalmas szöveggyűjteménye) és az ahhoz készített szövegmagyarázatok tanulmányozásába kezdett. Az egyik szútrához tartozó szövegmagyarázat eltűnt Indiában, ezért elhatározta, hogy Srí Lankába utazik és megvizsgálja a szingaléz nyelven megőrzött szövegmagyarázatokat.
Úgy tűnik, hogy srí lankán hatalmas mennyiségű szöveget talált, amelyet a Mahávihara szerzetesei gyűjtöttek és őriztek meg. Buddhagósza engedélyért folyamodott, hogy a szingaléz nyelvű szövegeket átültethesse páli nyelvre. Buddhagósza tudását legelőször azzal tesztelték le az idősebb szerzetesek, hogy ki kellett dolgoznia a szútrában található két vers tanításait. Ekkor írta meg Buddhagósza a Viszuddhimaggát. Pedig közben még istenségek is tesztelték Buddhagószát, ugyanis többször eldugták előle a jegyzeteit és teljesen elölről kellett kezdenie az írást. Buddhagósza sikeresen átment a teszteken, ugyanis az idősebb szerzetesek úgy találták, hogy minden szempontból helyesen foglalta össze a Tipitaka három kötetgyűjteményét. Ezután Buddhagósza rendelkezésére bocsátották a szövegmagyarázatok teljes egészét. Buddhagósza elkészítette a páli kánon további legfontosabb könyveinek magyarázatait is. Ezek ma a théraváda értelmezések legfontosabb alapját képezik.
A Mahávamsza beszámolója nehezen ellenőrizhető. A nyugati tudósok véleménye szerint a történeteket ugyan kiegészítették legendás eseményekkel (például, amikor istenek elrejtik Buddhagósza jegyzeteit), ellentmondásos tények hiányában a művet általánosságban mégis hitelesnek tartják. A Mahávamsza szerint Buddhagósza észak Indiában született Bodh-Gaja közelében, a szövegmagyarázatai utószavában Buddhagósza csak egy indiai helyszínt említ ideiglenes lakóhelyeként India déli részén: Káncsi. Emiatt egyes kutatók szerint (például Oskar von Hinüber és A. P. Buddhadatta) Buddhagósza valójában Dél-Indiában született, majd később költözhetett a történelmi Buddha életrajzi helyszíneihez közelebb.
A Buddhagószuppattit és a későbbi életrajzi elbeszéléseket a nyugati tudósok általánosságban inkább legendáknak tartják.

## Írásai és fordításai
Buddhagósza állítólag a páli kánonhoz készült szingaléz szövegmagyarázatok hatalmas terjedelmű szövegeinek fordítását és egységbe foglalását hajtotta végre. A Viszuddhimagga (páli: A megtisztulás ösvénye) a théraváda buddhizmus egységbe foglalt kézikönyve, amelyet a mai napig fontos műként tartanak számon az irányzat gyakorlói. A Mahávamsza nagy mennyiségű könyvet tulajdonít Buddhagószának, amelyeket valószínűleg nem ő készített, csupán későbbi művek, amelyeket hozzá kapcsoltak.
Az alábbi listán az a tizennégy páli kánonnal kapcsolatos mű szerepel, amelyet hagyományosan Buddhagószának tulajdonítanak:
| Pali Tipitaka      | Pali Tipitaka      | Pali Tipitaka      | Buddhagósza szövegmagyarázata                    |
| ------------------ | ------------------ | ------------------ | ------------------------------------------------ |
| Vinaja-pitaka      | Vinaja (általános) | Vinaja (általános) | Szamantapászádiká                                |
| Vinaja-pitaka      | Patimokkha         | Patimokkha         | Kankhavitarani                                   |
| Szutta-pitaka      | Dígha-nikája       | Dígha-nikája       | Szumangalavilaszini                              |
| Szutta-pitaka      | Maddzshima-nikája  | Maddzshima-nikája  | Papanycsaszudani                                 |
| Szutta-pitaka      | Szamjutta-nikája   | Szamjutta-nikája   | Szaratthappakaszini                              |
| Szutta-pitaka      | Anguttara-nikája   | Anguttara-nikája   | Manorathapurani                                  |
| Szutta-pitaka      | Khuddaka- nikája   | Khuddaka-pátha     | Paramatthadzsotika (I)                           |
| Szutta-pitaka      | Khuddaka- nikája   | Dhammapada         | Dhammapada-atthakatha                            |
| Szutta-pitaka      | Khuddaka- nikája   | Szutta-nipáta      | Paramatthadzsotika (II), Sutta-nipáta-atthakatha |
| Szutta-pitaka      | Khuddaka- nikája   | Dzsátaka           | Dzsátakatthavannana, Dzsátaka-atthakatha         |
| Abhidhamma- pitaka | Dhamma-szanganí    | Dhamma-szanganí    | Atthaszáliní                                     |
| Abhidhamma- pitaka | Vibhanga           | Vibhanga           | Szammohavinodani                                 |
| Abhidhamma- pitaka | Dhátu-kathá        | Dhátu-kathá        | Panycsappakaranatthakatha                        |
| Abhidhamma- pitaka | Puggala-pannyatti  |                    | Panycsappakaranatthakatha                        |
| Abhidhamma- pitaka | Kathá-vatthu       |                    | Panycsappakaranatthakatha                        |
| Abhidhamma- pitaka | Jamaka             |                    | Panycsappakaranatthakatha                        |
| Abhidhamma- pitaka | Patthána           |                    | Panycsappakaranatthakatha                        |

## Ajánlott irodalom
- Visuddhimagga: The Path of Purification. Seattle: Buddhist Publication Society (1999). ISBN 1-928706-01-0
- Bullitt, John T.. Beyond the Tipitaka: A Field Guide to Post-canonical Pali Literature [archivált változat] (2002). Hozzáférés ideje: 2009. április 7. [archiválás ideje: 2009. május 9.]
- Crosby, Kate. Macmillan Encyclopedia of Buddhism. Macmillan Reference USA, 836–841. o. (2004). ISBN 0-02-865910-4
- v. Hinüber, Oskar. A Handbook of Pali Literature. Munshiram Manoharal Publishers Pvt. Ltd. (1996). ISBN 81-215-0778-2
- Kalupahana, David J.. A history of Buddhist philosophy. Motilal Banarsidass Publishers Private Limited (1994)
- Pranke, Patrick A.. Macmillan Encyclopedia of Buddhism. Macmillan Reference USA, 574–577. o. (2004). ISBN 0-02-865910-4
- Sponberg, Alan. Macmillan Encyclopedia of Buddhism. Macmillan Reference USA (2004). ISBN 0-02-865910-4
- Strong, John. Macmillan Encyclopedia of Buddhism. Macmillan Reference USA, 75. o. (2004). ISBN 0-02-865910-4